# Бондарчук Олег Володимирович
Олег Володимирович Бондарчук (нар. 16 березня 1975, місто Житомир) — український політик та юрист. Член ВО «Свобода». З 11 березня по 27 листопада 2014 — народний депутат України 7-го скликання.
Перший заступник Голови Комітету Верховної Ради України з питань верховенства права і правосуддя.

## Освіта
З 1992 по 1994 навчався в Житомирському педагогічному університеті імені Івана Франка на факультеті іноземних мов.
У 1999 закінчив Інститут міжнародних відносин Київського національного університету імені Тараса Шевченка за спеціальністю «Міжнародне право» і отримав кваліфікацію магістра міжнародного права, перекладача з англійської мови.
З 2006 по 2012 рік як здобувач наукового ступеня кандидата юридичних наук навчався в Інституті держави і права ім. В. М. Корецького НАН України.
Захистив кандидатську дисертацію з конституційного права та здобув науковий ступінь кандидата юридичних наук 2012 року.

## Трудова діяльність
Вересень 1998 — грудень 1998 — менеджер Управління по забезпеченню процесів приватизації Українського центру сертифікатних аукціонів.
Жовтень 1999 — травень 2000 — інженер дирекції з продажу пасажирських перевезень ЗАТ «Міжнародні авіалінії України».
Травень 2000 — вересень 2002 — юрисконсульт Спільного підприємства ТОВ "Торговий Дім «Татнафта-Україна».
Вересень 2002–2014 — директор ТОВ "Юридична фірма «Бондарчук і Партнери».
Лютий 2006–2014 — керівний партнер Адвокатського об'єднання «Бондарчук, Кізін, Чібісов і Партнери».
Адвокат із 2003 року. Член Українсько-американської асоціації адвокатів із 2006 року.

## Громадська та політична робота
З 2009 — заступник керівника Юридичного управління Всеукраїнського об'єднання «Свобода».
З 2014 року керівник Юридичного управління Всеукраїнського об'єднання «Свобода». Член Політради ВО «Свобода».
З 2009 — член Ради громадської організації «Люстрація».
2010–2014 — депутат Київської обласної ради. Керівник фракції ВО «Свобода» в Київській обласній раді.
Співавтор законопроєктів, що були прийняті Верховною Радою 7 скликання: Закон України «Про відновлення довіри до судової влади» та Закон України «Про очищення влади»